# Stepne (rejon berysławski)
Stepne (ukr. Степне) – wieś na Ukrainie, w obwodzie chersońskim, w rejonie berysławskim, w hromadzie Noworajśk. W 2001 liczyła 735 mieszkańców.